# Godhapitham

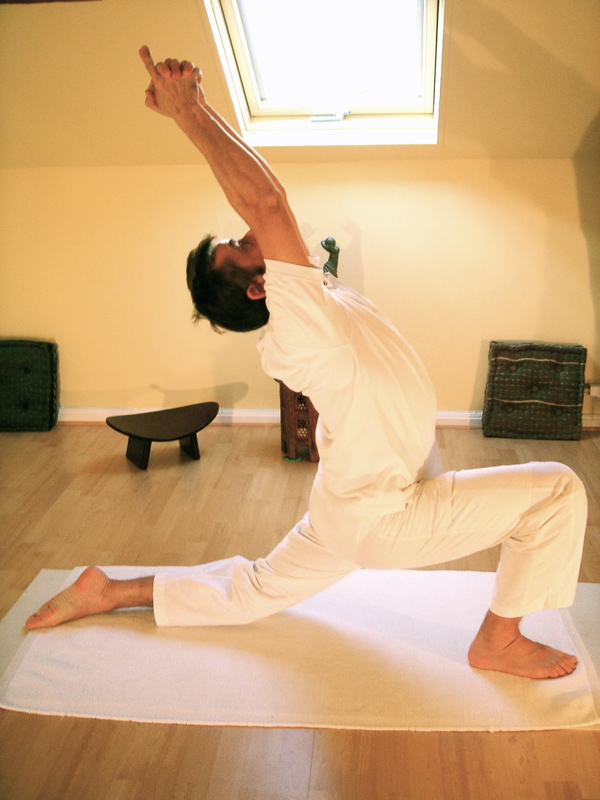
Hagedisstoel
Godhapitham

Godhapitham (Sanskriet voor Hagedisstoel Houding), ook wel Leguaan, is een veelvoorkomende houding of asana. De Godhapitham heeft veel gelijkenis met de Virabhadrasana I (Held I of Krijger I).
| Sanskriet | vertaling                   |
| godha     | hagedis                     |
| pitham    | stoel, bank                 |
| asana     | houding (letterlijk: 'zit') |

## Beschrijving
De houding begint rechtop met de voeten naast elkaar en een flinke stap naar voren met de rechtervoet. Daarna wordt de linkervoet met de bovenkant naar onderen op de grond gelegd, waarbij de voeten en het lichaam op één lijn worden gehouden. Daarna wordt de heup naar voren bewogen, zodat de rechterknie in een hoek van 90° staat en lijkt op een stoelzitting. Daarna ademt men in en beweegt de armen omhoog. Vervolgens moet worden uitgeademd en moeten de handen in elkaar worden gevouwen, met de wijsvingers eruit tegen elkaar aan. 
De oefening kan in omgekeerde volgorde worden herhaald.